# تعلم لدافع
التعلم لدافع هي صحيفة طلابية غير ربحية أسسها المعلم والمصور الكندي المتجول مايكل إرنست سويت عام 2003. وقد بدأت المبادرة من مدرسة ليستر بي بيرسون الثانوية في مونتريال حتى خريف عام 2010 عندما انضمت إلى اندماج الشباب في ولاية كيبيك.
وتهدف صحيفة التعلم لدافع إلى زيادة الأحاسيس الأخلاقية والاجتماعية وتعزيزها لدى طلاب المرحلة الثانوية وذلك بتقديم فرص حقيقية لهم للمشاركة في المجتمع كمواطنين. وقد كان المشروع الرئيسي للمبادرة هو برنامج النشر الذي يسمح لطلاب المدارس الثانوية في كندا بكتابة قضايا واقعية ونشرها في كتب واقعية وبالتالي يحثهم ذلك على إحداث تغيير واقعي حقيقي في مجتماعتهم وفي عالمهم بالفعل. وتم نشر كتابات أكثر من 1000 طالب في المرحلة الثانوية، فخلقت منهم هذه المبادرة الحائزة على جوائز كُتابًا ومؤلفين.
ومن المنشورات الجديرة بالذكر والتي نالت شهرة واسعة كتاب العودة إلى الأرض،  وهو عبارة عن جمع لكتابات أكثر من 100 طالب بالثانوية تعليقًا على الاحترار العالمي والدمار البيئي. وقد ظهر بالمجلد وشارك عدد من الكتاب الزوار روبرتا بوندار وجستين ترودو. كما أيد عدد من المشاهير كتاب العودة إلى الأرض ومنهم مارتن شين وديفيد سوزوكي وفارلي موات ومارك غارنو. وقد قال الفيلسوف ماكسين جرين الفيلسوف بجامعة كولومبيا إن المشروع «هو بداية هامة وبارزة للاحتمالات والإمكانيات في المستقبل» وقد أضاف الفنان الأسطوري الكندي روبرت باتمان أن «التعلم لدافع هو ما يجب على كل شاب القيام به» وجاء كتاب العودة إلى الأرض مرشحًا في فئتين من التصفيات النهائية لجوائز الأعمال الكتابية المستقلة العالمية لعام 2009.
وتتضمن المنشورات الأخرى إذكاء الإنسانية الذي يُبرز مقدمات الممثل الحائز على جائزة الإيمي مارتن شين ورائد الفضاء الأول في كندا مارك غارنو.
وقد ظهر المشروع ومنشوراته في الصحيفتين الإلكترونيتين جلوب آند ميل ومونتريال جازيت وأبحاث جامعة كونكورديا في الرابط الإلكتروني، وفي المجلة. وقد ظهرت سمات المشروع أيضًا في مجلة باراليل الرابعة والثلاثين ومجلة المعلم الكندي. وقد ظهر المشروع والطلاب أيضًا في الإذاعة والتلفاز على قنوات سي بي سي وإن بي آر وسي تي في في مناسابات عديدة، بالإضافة إلى ظهورهم في مجلتي المعلم الكندي وباراليل الرابعة والثلاثين. ومرة أخرى في عام 2009 قامت كل من رابط مجلة كونكوريد ومجلة مونتريال جازيت بكتابة معلومات مختصرة عن المشروع ومنشوره الجديد إذكاء الإنسانية.
وقد حصل التعلم لدافعٍ على جائزة الريادة في ولاية كمبيك وقد ظهر في فيديو وثائقي خاص بوزارة التعليم في ولاية كيبيك.
وفي عام 2009، اعترف رئيس الوزراء الكندي ستيفن هاربر بمجهودات مؤسس هذا المشروع، مايكل إرنست سويت ومنحه جائزة رئيس الوزراء، وفي عام 2012 حصل على وسام اليوبيل الماسي للملكة إليزابيث الثانية عن مساهماته البارزة في التعليم العام في كندا.
وستستمر مؤسسة اندماج الشباب في ولاية كيبيك؛ وهي مؤسسة غير ربحية وغير حزبية تؤسس الشراكات بين المدارس الثانوية والجامعات في إطار الجهود المبذولة لخفض معدلات ترك الطلاب لمدارسهم في المرحلة الثانوية، في مشروع النشر مع بداية نشر التعلم لدافع في 12-2011.

## وصلات خارجية
- Youth Fusion Quebec